# Вересня
Вересня (укр. Вересня) — село, входит в Полесский район Киевской области Украины.
Население по переписи 2001 года составляло 167 человек. Почтовый индекс — 07054. Телефонный код — 4592. Занимает площадь 7 км². Код КОАТУУ — 3223583602.

## Местный совет
07054, Київська обл., Поліський р-н, с. Залишани, вул. Покровська, 1